# Adalbert Pall
Adalbert Bela Pall (n. 1 aprilie 1918, Cluj, Austro-Ungaria d. ?) a fost un fotbalist român. A fost campion al României cu UTA Arad.

## Palmares
- De trei ori câștigător al Diviziei A (1946-1947, 1947-1948, 1950)
- Câștigător al Cupei României (1947-1948)